# Brändöskär
Brändöskär est une île de l’Archipel de Luleå en Suède,.
Brändöskär est reliée à l'île d'Uddskär par un isthme.

## Présentation
D'une superficie de 4,5 km2, Brändöskär est située dans la bande maritime la plus éloignée du continent, à environ 20 kilomètres, ce qui confère à l’île un environnement particulier et aride. 
Brändöskär se compose principalement d'affleurements, de moraines façonnées par les vagues, de rochers et de sable. Le paysage est semblable à celui des hautes terres, avec des affleurements rocheux et des mousses, des landes à végétation basse et des arbres courbés par le vent.
Cependant, des plantes comme le muguet et les orchidées peuvent être trouvées dans des endroits abrités.
Les espèces les plus rares de l'île sont la Botrychium lanceolatum et la Botrychium boreale.
La végétation d'Uddskär est plus riche et plus dense, avec de vastes zones boisées de pins, d'épicéas, de bouleaux et de trembles, ainsi que de petits et grands tourbières.
Le port de pêche de Brändöskär, se trouve dans une crique abritée dotée d'un débarcadère. 
Sur Brändöskär se trouve un beau village de pêcheurs avec une ancienne chapelle, la chapelle de Brändö-Uddskär construite en 1774 et un ancien labyrinthe.
Brändöskär tire son nom du fait qu'il s'agissait autrefois d'un village de pêcheurs pour Brändön.
L'artiste Erik Marklund a vécu et travaillé sur l'île. En 1957, il fit ériger une statue de Jésus sur un petit îlot, Hällgrundet, à l'extérieur de l'île. Il existe encore aujourd'hui et est visible de loin par temps clair.

## Accès
Il existe un service estival de traversiers entre Luleå et Brändöskär.
Les bateaux partent de du port du sud de Luleå et passent à Klubbviken sur Sandön, Hindersön, Brändöskär, Småskär, Kluntarna et Junkön.

## Réserve naturelle
La réserve naturelle de Brändöskär, d'une superficie de 2,1 kilomètres carrés, comprend les iles de Brändöskär et de Haraskär (Klubben). 
La réserve comprend également l'île de Hällgrundet et la péninsule de Persögrundet.
L'environnement aride et balayé par les vents est couvert de landes et de végétation basse.
Lorsque les îles sont sorties de la mer après la dernière période glaciaire, elles ont été érodées par les vagues et la plupart des matériaux fins ont été emportés. 
Aujourd'hui, l'île compte beaucoup de rochers et d'affleurements.
Les arbres ont du mal à prendre pied dans les sols arides. 
Il y a beaucoup de rochers couverts de lichens. 
À côté des affleurements se trouvent des prairies sèches et dans les zones plus humides le long de la mer, des prairies côtières.